# 全印进步妇女协会
全印进步妇女协会（英語：All India Progressive Women's Association，缩写为AIPWA）是印度的一个全国性妇女组织，为印度共产党（马列）解放的妇女翼。该组织成立于1991年，总部设于新德里，在印度21个邦设有分支。该组织致力于实现性别平等和妇女解放。